# Kuopio

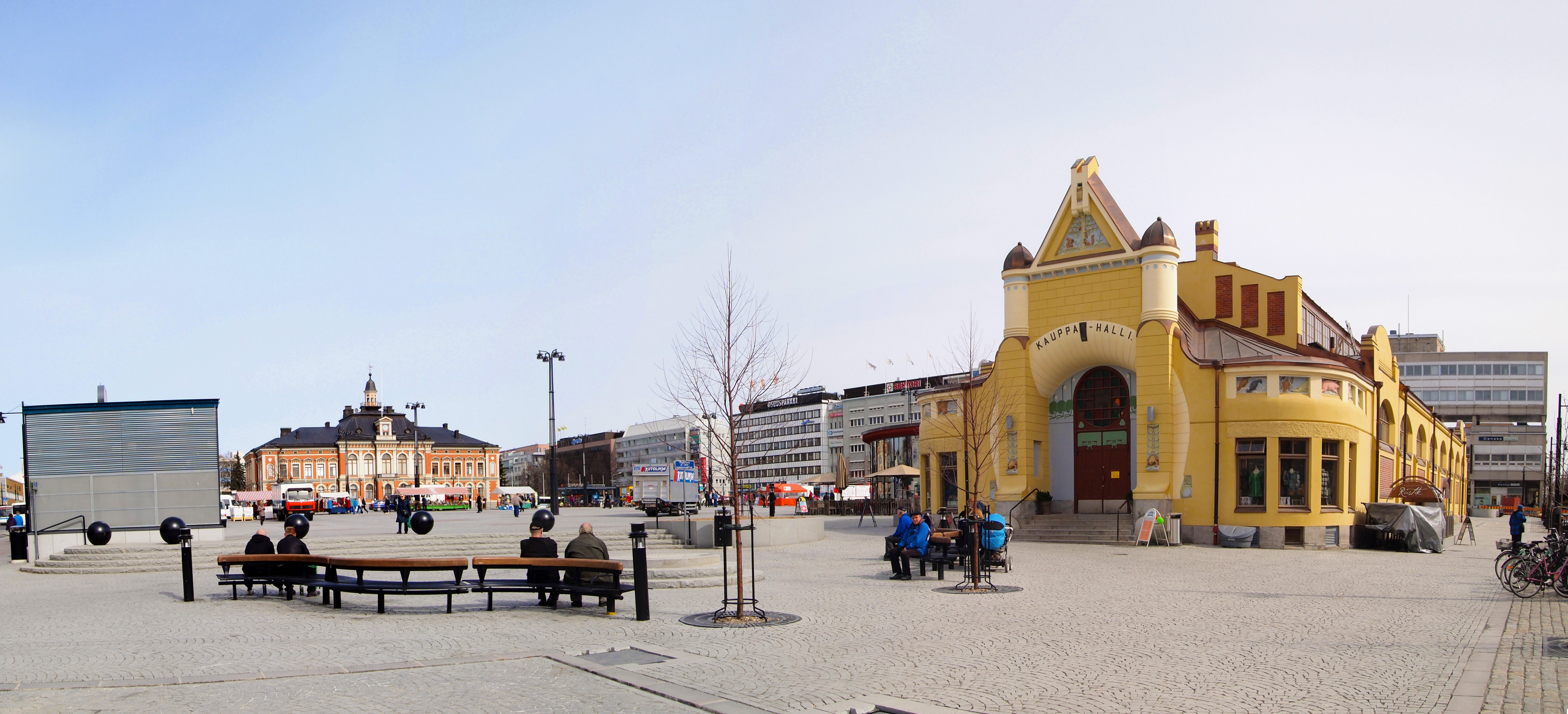
Quảng trường chợ Kuopio (với sảnh chợ màu vàng).

Kuopio là một thành phố và khu đô thị tự quản ở Bắc Savonia ở tỉnh Đông Phần Lan. Nó được thành lập vào năm 1653. Dân số của Kuopio là 122.590 người (31 tháng 12 năm 2022). Kuopio là một thành phố sinh viên sôi nổi với hơn 6.000 sinh viên theo học tại trường Đại học Đông Phần Lan và hơn 5.000 sinh viên theo học tại Đại học Bắc Savonia khoa học ứng dụng. Kuopio còn được biết đến với ngọn đồi cây cối rậm rạp tên là Puijo và tháp quan sát cao chót vót trên đỉnh, Tháp Puijo, cũng như món ăn truyền thống địa phương, "kalakukko" (có nghĩa là "cá gà"). Thành phố có sân bay Kuopio. 